# Histoire des Juifs à Łomża
L'histoire des Juifs à Łomża commence réellement au début du XIXe siècle à l'époque des guerres napoléoniennes. Très vite, la communauté juive va prendre de l'importance, jusqu'à représenter plus de 50 % de la population de la ville dans les années 1880. Au déclenchement de la Seconde Guerre mondiale, plus de 11 000 Juifs vivent à Łomża. Ils seront quasiment tous assassinés par balles ou dans les camps d'extermination durant la Shoah.
Łomża est une ville de l'Est de la Pologne, située en Mazovie, mais appartenant à la voïvodie de Podlachie. La ville compte actuellement un peu moins de 63 000 habitants.

## La communauté juive de Łomża

### Début de l'implantation des Juifs
La première mention de Juifs vivant à Łomża date de 1494. À cette époque, les Juifs de Łomża possèdent une synagogue et un cimetière. En 1556, le roi Sigismond II de Pologne publie le Privilegium de non tolerandis Judaeis, obligeant la plupart des habitants juifs de Łomża à s'établir dans la ville voisine de Piątnica. Cependant, avec le temps, ce bannissement de Łomża est graduellement abandonné. En 1598, le roi Sigismond Vasa publie un privilège permettant aux Juifs de rester en ville, mais pas plus de trois jours.
Des sources historiques confirment l'existence d'une communauté juive à Łomża dans la seconde moitié du XVIe siècle, qui va prendre de l'importance du point de vue économique. À la fin du XVIe siècle, les villes de Mazovie connaissent une crise économique qui conduit à une forte rivalité entre les commerçants et artisans chrétiens et juifs. Il en résulte une nouvelle expulsion des Juifs de la ville. Certains se réinstallent à Piątnica, tandis que d'autres s'établissent dans le village voisin de Rybaki situé sur la rivière Narew et qui deviendra plus tard le quartier juif de Łomża.

### Création de la communauté juive
En 1808, 157 Juifs vivent à Łomża, représentant 10,4 % de la population totale. Pendant les guerres napoléoniennes, les Juifs de Łomża fournissent des provisions à l'armée française. Judka Blumowicz est le Juif le plus riche de la ville et y possède la maison la plus grande. On raconte que Napoléon lui-même y aurai séjourné pendant la campagne de Russie. Sous le duché de Varsovie, les Juifs locaux reçoivent l'autorisation d'établir une communauté juive. Celle-ci a son siège rue Woziwodzka entre la ville et le quartier juif à Rybaki. À cette époque, la communauté juive est très pauvre et n'a pas les moyens d'employer un rabbin à plein temps, et fait donc appel au rabbin Zew Wolf de Śniadowo, village distant d'une vingtaine de kilomètres.
La communauté de Łomża installe son premier cimetière dans la première moitié du XIXe siècle, sans qu'on en connaisse la date exacte. Janusz Szczepański indique deux dates: 1822 ou 1833, tandis que Przemysław Burchard mentionne la date de 1820. Avant l'ouverture du cimetière, les Juifs de Łomża étaient enterrés à Śniadowo.
Les autorités du royaume du Congrès continuent la politique du duché de Varsovie, d'établir des quartiers juifs dans les villes les plus importantes. À Łomża, la tentative d'établir un tel quartier, prévu entre les rues Żydowska, Kaznodziejska, Woziwodzka et Rybaki échoue. La correspondance conservée entre le commissaire de la région de Łomża et le duc Józef Zajączek indique que le commissaire voulait créer le quartier juif, mais que les Juifs de Łomża ont fait appel à la Commission gouvernementale de l'intérieur et de la police pour obtenir l'autorisation de s'installer au centre-ville.  Ils allèguent qu'ils sont impliqués dans le commerce, ce qui contribue grandement à la richesse locale, qu'ils peuvent parler en polonais et qu'ils sont habillés comme les autres habitants de la ville. Józef Zajączek convaincu par ces arguments autorise les Juifs à s'installer dans tous les quartiers de la ville.
En 1822, il y a 977 Juifs vivant à Łomża, soit 197 familles. Ils possèdent 45 maisons. La communauté est relativement prospère, car certains Juifs payent des loyers élevés et habitent dans des maisons cossues. En 1827, le nombre de Juifs à Łomża est de 948, représentant environ 29 % de la population totale de la ville qui s'élève à 3 265 personnes. En 1857, 2 608 Juifs vivent à Łomża, constituant 44,3% de la population totale de 5 881 habitants.
Dans la première moitié du XIXe siècle, les Juifs dominent le commerce à Łomża. Au début des années 1840, les marchands les plus riches sont: Moszko Koliński, Eliasz Lewkowicz (produits coloniaux); Jankiel Kokoszka (produits importés); Mendel Goldman, Icko Lewkowicz, Josef Nathan Kohn (produits textiles); Lejbko Kufman, Chaskiel Jakobi Nejman, Kiwe Jakobi Nejman (produits étrangers en provenance de Nuremberg). Jan Trzask et Jan Rostaniewski sont mentionnés comme marchands polonais.  En 1842, 26 Juifs sont dans le commerce alimentaire, 24 dans le commerce en provenance de Nuremberg (mercerie, peignes, aiguilles etc…), 19 dans le commerce du sel, 12 dans le textile, 9 dans le poisson, 8 dans la ferronnerie, 4 dans le cuir, 4 dans la verrerie. 13 Juifs sont détaillants:  Izaak Lewin Flatau, Icek Bramssol, Dawid Ickiewicz Lewkowicz, Berek Izraelowicz Flatau, Meier Rafałowicz Kolniak (textile); Szaja Naiman Jakob (textile et mercerie); Izaak Kacper Flatau, Jankiel Budkowicz Gutman, Lejba Białostocki, Icek Fersztenberg, Szlama Ickowicz Asz (textile et produits domestiques); Szymon Lewin Gruszka, Wolf Herszkowicz Ptakus, Fajba Herkowicz Gabowicz, Mejer Herszkowicz Perk, Hersz Wolfowicz, Kupielski, Judka Lewin Krajewicz, Lejba Moszkowicz Bursztyn, Mendel Berkowicz Zacharewicz Rozenbaum, Gerszon Szczygłowicz Róża, Chaim Herszkowicz Lewko, Szymon Abramowicz Kac, Hersz Lejbowicz Flatau. Les Juifs sont aussi des artisans: en 1842, Łomża compte 42 tailleurs juifs pour 46 polonais, 19 cordonniers juifs pour 42 polonais, 18 boulangers juifs pour 20 polonais, 9 bouchers juifs pour 20 polonais, 5 casquettiers juifs  pour 5 polonais, 5 ferblantiers juifs pour 5 polonais, 4 verriers juifs mais aucun polonais.

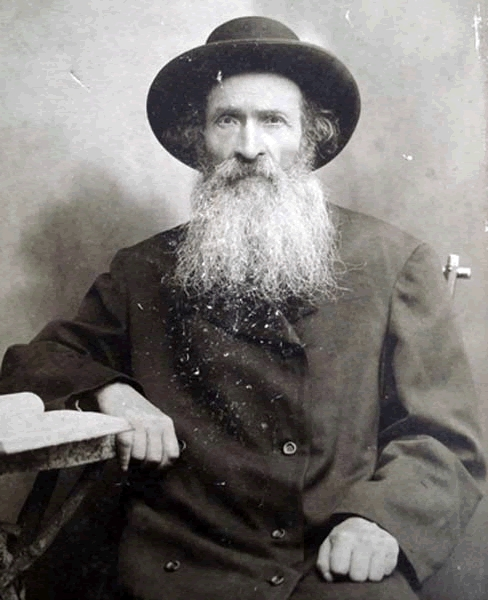
Le rabbin Eliezer Simcha Rabinowitz

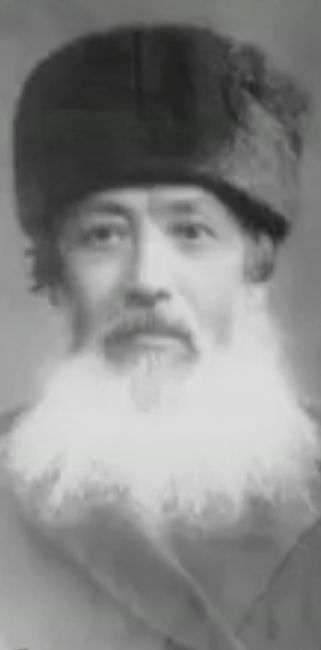
Le rabbin Yehuda Leib Gordon

Entre 1840 et 1846, Beniamin Diskin est le rabbin de Łomża, et un personnage important. C'est lui qui reçoit en 1842, Moïse Montefiore, lors de son voyage à Saint-Pétersbourg pour délivrer une pétition sur le sort des Juifs en Russie. Les autorités russes invitent le rabbin Diskin à participer au Conseil des rabbins européens qui a lieu en 1843. De 1867 à 1873, Eliyahu Chaim Meisel occupe le poste de rabbin de Łomża; il est considéré comme l'un des rabbins russes les plus notables et sera plus tard nommé grand-rabbin de Łódź.  Il établit le fond Pidjon Szwujim en ville et aide la jeunesse juive à éviter la conscription dans l'armée russe. Lejb Abramowicz Rakowski est un autre rabbin fameux de Łomża, qui avait dû quitter Płock à la suite d'un conflit avec les Juifs hassidiques. En 1880, Eliezer Simcha Rabinowitz devient le rabbin de Łomża après avoir été rabbin à Suwałki . Il est l'auteur entre autres de Bikurej Jaakow et de Hilchot Erec Israel. Rabinowitz doit quitter la ville peu de temps après en raison d'un différend avec le responsable de la communauté et le gouverneur local. Entre 1887 et 1910, Michael Tenenbaum occupe le poste de rabbin. C'est un farouche opposant au sionisme, à la Haskala et à l'assimilation. Après sa mort en 1910, le poste de rabbin est occupé par Yehuda Leib Gordon jusqu'au déclenchement de la Première Guerre mondiale.
La population juive de Łomża participe à côté des Polonais aux insurrections du XIXe siècle. Lors de l'Insurrection de Novembre en 1830-1831, plusieurs Juifs fortunés font partie des 150 personnes arrêtées et emprisonnées: Moszek Nowiński, propriétaire de la sucrerie; le marchand Nachman Tykociner et le docteur Efraim Edelsztein, qui sera torturé en public. Tous les trois sont libérés sous caution après quelques semaines. Trente Juifs du district de Łomża sont condamnés à la prison ou à la migration forcée en Russie pour leur participation à l'insurrection.

### Essor de la communauté juive
Dans la seconde partie du XIXe siècle, la population juive croit fortement, profitant de l'ouverture du Canal d'Augustów et de l'essor du commerce du bois, du grain, du sucre et d'autres produits.
En 1880, la communauté juive de Łomża fait construire une grande synagogue de style mauresque à l'angle des rues Senatorska et Giełczyńska, au centre de la ville. La communauté est prospère et fait appel pour sa construction au célèbre architecte italo-polonais Enrico Marconi, connu en Pologne sous le nom de Henryk Marconi. Une autre synagogue est située au 90 rue Ostrołęcka dans les faubourgs de la ville.

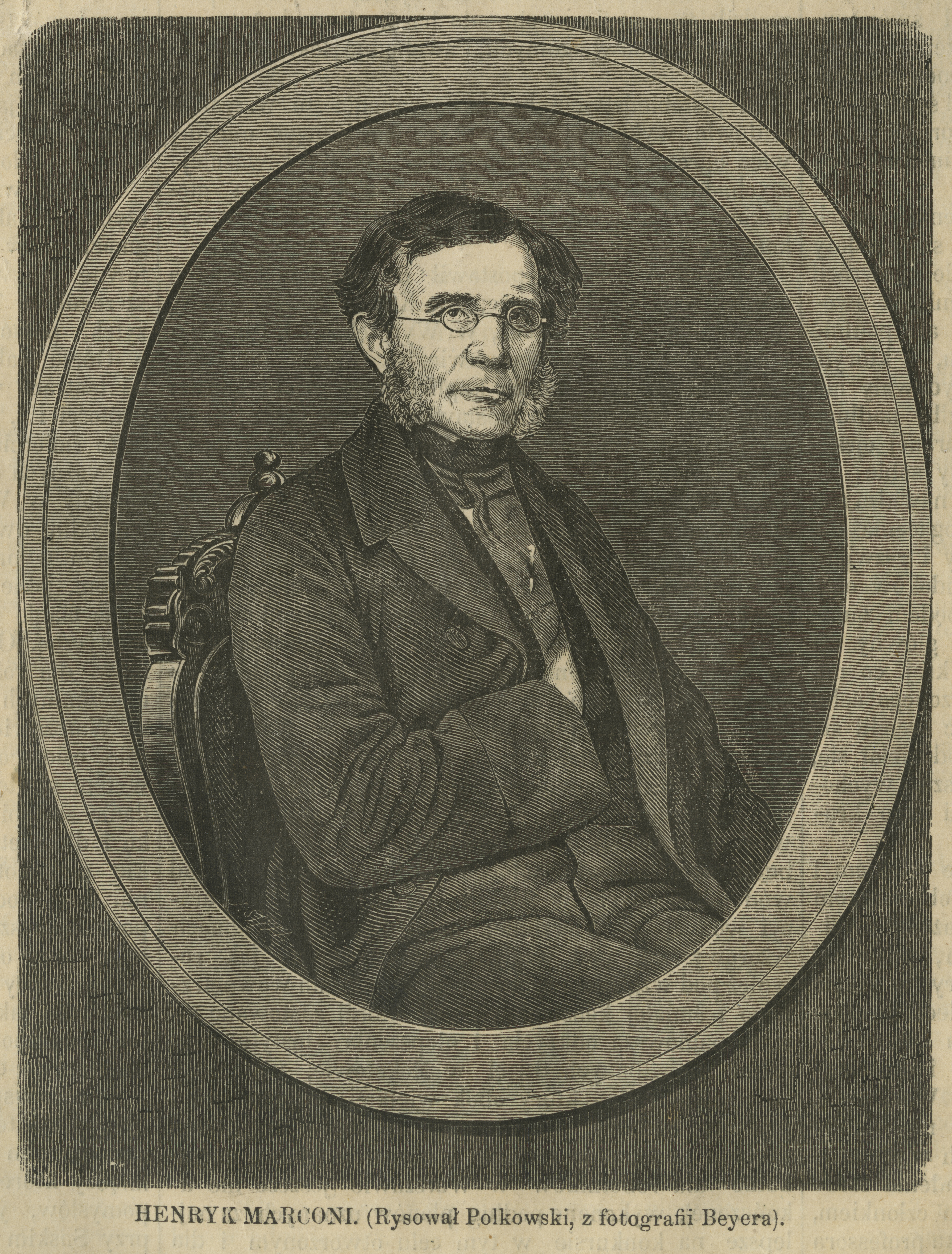
Henryk Marconi, l'architecte de la synagogue
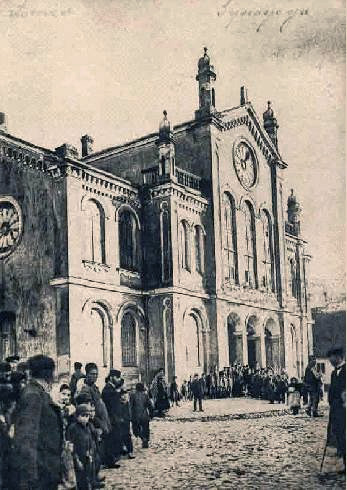
La grande synagogue de Łomża
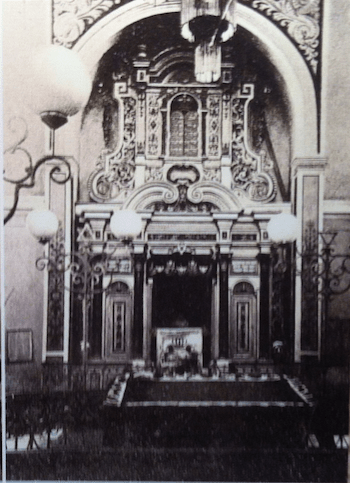
Intérieur de la synagogue
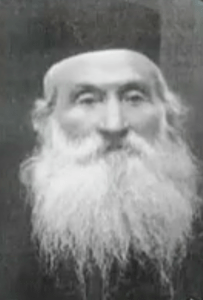
Le rabbin Eliezer Shulewitz fondateur de la yechiva
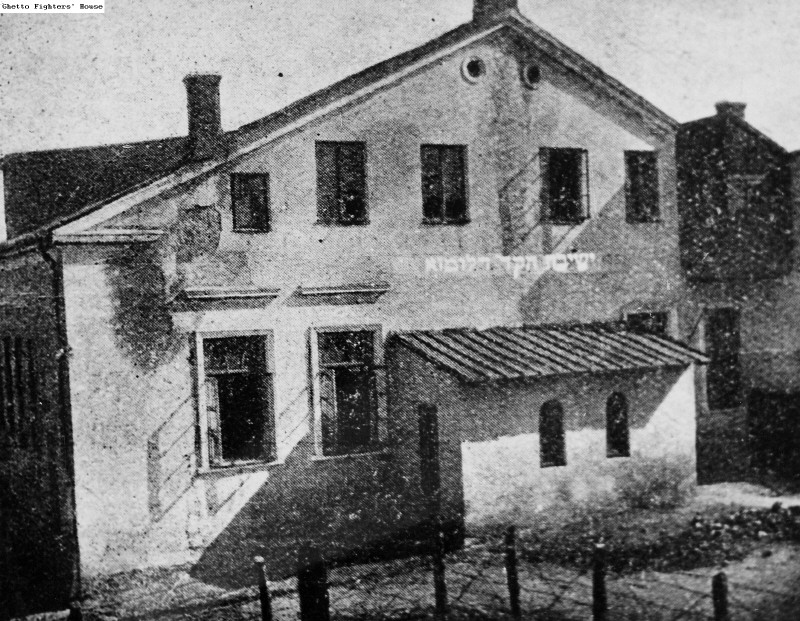
La yechiva avant la Seconde Guerre mondiale

Une yechiva est installée près de la grande synagogue. Fondée par Eliezer Shulewitz en 1883, c'est la première yechiva sur le modèle des yechivot lituaniennes fondée en Pologne. Le rabbin Eliezer Shulewitz est un des plus brillants élèves du rabbin Israel Salanter qui mourra deux mois avant l'inauguration de la yechiva qui lui sera dédiée.  La yechiva de Łomża se conforme au mouvement du Moussar qui inculque les valeurs de modestie, de responsabilité et d'auto-discipline.
Au tournant du XIXe siècle, les Juifs constituent près de la moitié des habitants de Łomża. En 1893, on compte 8 767 Juifs soit 47,8% de la population totale de la ville de 18 346 habitants. En 1910, il y a 2 334 juifs à Łomża soit 44,6% de la population totale de 27 671 habitants.
À la fin du XIXe siècle, beaucoup de Juifs travaillent dans l'industrie. Parmi les ouvriers employés dans les usines textiles, 55 % sont juifs; dans la métallurgie, 45 % sont juifs; dans l'agroalimentaires, ils représentent 47,9 %; dans l'industrie vestimentaire, 63 % sont juifs; dans la construction, 38,4 %, et dans les autres industries non identifiées, 57,4 %. Au total, les Juifs représentent à Łomża 54,2 % de la population ouvrière contre 43,6 % pour les Polonais.

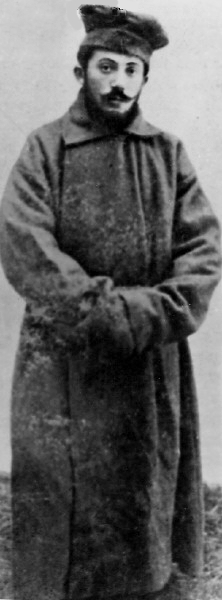
Un juif de Łomża envoyé en Sibérie par la police tsariste

De nombreux travailleurs adhèrent au Bund, l'Union générale des travailleurs juifs de Lituanie, de Pologne et de Russie, fondée en 1897 à Vilnius, dans le but d'amener des changements révolutionnaires dans les relations sociales et aussi une autonomie nationale et culturelle pour les Juifs. Sa popularité culmine pendant la révolution de 1905 qui secoue aussi Łomża. Le 3 février 1905, les élèves fréquentant le gymnasium gouvernemental de Łomża, envoient une pétition à la direction de l'école, demandant que chacun, indépendamment de sa religion ou de sa nationalité, puisse être admis à l'école. Les slogans révolutionnaires sont même repris par des étudiants de la yechiva. Motel Biały, un membre d'une des familles les plus riches de Łomża, fait partie des plus ardents activistes; il organise avec ses collègues un club du Bund et donne des conférences sur la théorie du socialisme et sur l'économie politique. Fin 1905, l'intervention des troupes russes devient plus fréquente. Le 28 décembre 1905, les activistes du Bund qui avaient organisé une grève générale sont arrêtés à Łomża. En janvier 1906, L. Lewin et J. Tabulnicki, deux membres importants du Bund à Łomża sont mis en prison. Le 30 mars 1906, 30 membres du Bund,  réunis chez le cordonnier Zedka rue Długa dans la maison Adruszkiewicz, sont arrêtés. Ces militants, dont Izaak Nelken, Izrael Lejkin et Izrael Jarecki de Płock, avaient distribué des tracts à la garnison russe. Même après la reprise en main par les autorités russes, la révolution a influencé toute une frange de la jeunesse juive.
Le Bund n'est pas le seul parti politique juif actif à Łomża. Le mouvement sioniste devient de plus en plus influent. Pour ses partisans, la seule solution au problème juif dans le royaume de Pologne et en Europe, est la création d'un État juif en Palestine. Le sionisme est particulièrement populaire avant et pendant la Première Guerre mondiale. L'espoir des sionistes est stimulé par la Déclaration Balfour de 1917, dans laquelle le gouvernement britannique exprime son support à la création d'un État juif en Palestine. Cependant, le parti orthodoxe est dominant parmi les Juifs de Łomża.

### La Première Guerre mondiale
Pendant la Première Guerre mondiale, les Juifs de Pologne adopte une attitude attentiste, mais dans les synagogues ils prient pour la victoire de la Russie. Les Juifs de Łomża tentent de convaincre les Russes de leur loyauté, offrant 30 lits d'hôpital pour l'armée russe dont 15 situés dans les chambres de l'association Hatsomir. Dans la grande synagogue, le rabbin, en présence de plusieurs officiers supérieurs et des autorités russes, appelle les Juifs à être loyaux à la Russie. Cette loyauté est appréciée et le commandant du 6e corps d'armée remercie les habitants juifs de Łomża pour leurs efforts patriotiques.

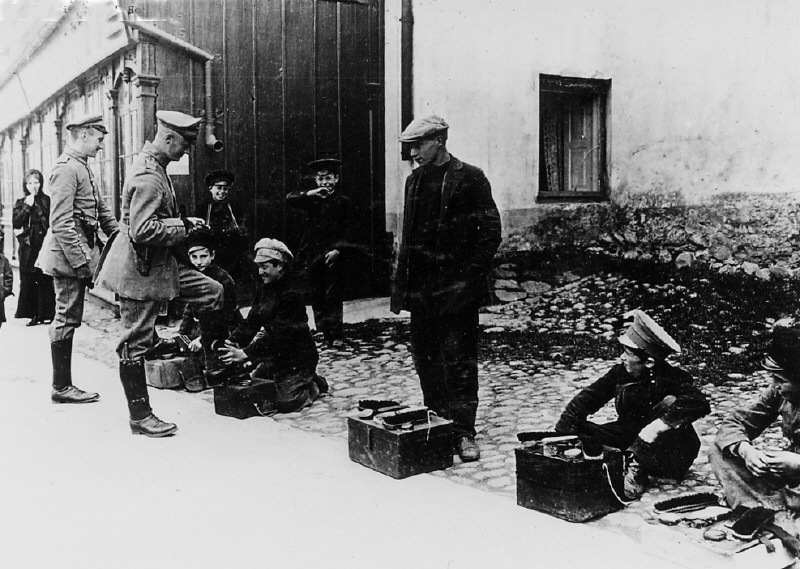
Des enfants juifs cirant les bottes d'officiers allemands pendant la Première guerre mondiale

Quand les Allemands entrent à Łomża pendant la Première guerre mondiale, les Juifs espèrent que leur statut social et politique va s'améliorer. Ils font donc un accueil enthousiaste aux troupes allemandes. L'élection du conseil municipal ordonnée par les Allemands est assez controversée, les Juifs sont accusés de trahir la cause polonaise et les Polonais suspectés d'avoir truqué les élections. En mars 1916, 10 Juifs sont élus au conseil municipal sur un nombre total de 24 sièges. À partir du 26 novembre 1916, le 1er régiment d'infanterie de la Légion polonaise sous les ordres du colonel Edward Rydz-Śmigły est stationné à Łomża, rejoint le 29 avril 1917 par le 4ème régiment d'infanterie dirigé par le colonel Bolesław Roja. Bien que des Juifs de Galicie se soient enrôlés dans la Légion, les habitants juifs de Łomża accusent les soldats polonais de pillage et d'actes de violence.
Les Juifs sont d'accord avec les polonais sur le devenir de la Pologne. Les Juifs de Łomża prennent part aux manifestations contre la décision de céder le Comté de Chełm et la Podlachie à l'Ukraine en vertu du traité de Brest-Litovsk du 3 mars 1918. Dans ses sermons dans la grande synagogue, le rabbin Gordon pousse les Juifs à protester, raison pour laquelle l'occupant allemand impose une partie de la contribution obligatoire imposée aux Polonais aux Juifs locaux. Les Juifs de Łomża manifestent leur loyauté à la Pologne à l'occasion de fêtes, anniversaires ou funérailles qui se transforment souvent en grande manifestation patriotique: entre autres, le 12 novembre 1918, de nombreux Juifs, sous la direction du rabbin, participent aux funérailles de quatre membres de l'Organisation militaire polonaise.

### L'entre-deux-guerres
Après l'indépendance de la Pologne, la situation politique, sociale et économique des Juifs change. En 1919, lors des premières élections pour le parlement polonais, 7 559 habitants de Łomża vont voter dont 3 394 pour les listes juives: la liste commune orthodoxe et sioniste obtient 2 466 voix, le Bund, la liste Vereinigte (unie) et celle du Poale Zion au total 917 voix  et le Żydowskie Stronnictwo Ludowe (Parti du peuple juif) seulement 11 voix.
Pendant la guerre soviéto-polonaise, l'attitudes de la population juive varie. Le 11 juillet 1920, le Conseil de la Fédération des Juifs de Pologne appelle à se battre pour défendre la patrie. Mais les Juifs communistes sont actifs à Łomża et organisent des manifestations et des défilés anti-guerre. Cependant, la majorité des Juifs sont loyaux à l'État polonais.  Les orthodoxes condamnent les bolcheviks et anathématisent Léon Trotski.
Des jeunes Juifs rejoignent Armia Ochotnicza (Armée des volontaires) au début du conflit, mais par la suite ils sont de plus en plus nombreux à éviter la conscription en raison des problèmes de pratique religieuse mais surtout de la persécution des jeunes recrues juives par les officiers subalternes. Des rumeurs de coopérations entre Juifs et bolcheviks commencent à se répandre chez les Polonais, conduisant à de multiples violences contre la population juive: les Juifs sont humiliés, leur barbe rasée, plusieurs sont battus et certains assassinés.
Le 30 juillet 1920, le général Kazimierz Sosnkowski, ministre des Affaires militaires, répond à l'appel des membres juifs du parlement et de l'intelligentsia en ordonnant que les participants aux incidents anti-juifs soient sévèrement punis. Quand l'armée bolchévique entre en Mazovie au début d'aout 1920, elle est accueillie avec enthousiasme par une partie considérable de la population juive. Les Juifs commencent à rejoindre les comités révolutionnaires et la police politique. Les Juifs aisés ont une attitude opposée; ils se voient dépouillés de leurs biens et souvent arrêtés. Romuald Jałbrzykowski, l'évêque de Łomża, affirme que la majorité des personnes arrêtées par les bolcheviks sont des Juifs.
Selon le premier recensement polonais en 1921, 9 131 des 22 014 habitants de Łomża, soit 41,5 %, sont Juifs. Lors du second recensement en 1931, la ville compte 25 022 habitants dont 8 912 Juifs soit 35,6 %. Il est notable que parmi les habitants juifs de Łomża, 8 409 déclarent le yiddish comme langue maternelle; 403 l'hébreu et seulement 100 le polonais.
Les résultats des élections parlementaires de 1922, reflètent les sympathies politiques des Juifs vivant à Łomża dans les années 1920. Les orthodoxes et les sionistes restent majoritaires et réunis sous le nom de Blok Obrony Praw Narodowości Żydowskiej (Bloc pour la défense des droits de la nationalité juive) obtiennent 10,7 % des votes valides dans la circonscription de Łomża. Au total, les listes juives obtiennent 12 660 votes soit 11% de tous les votes. Le Bund obtient 507 votes, soit 0,4 % de tous les votes, le Poale Zion gauchiste: 628 soit 0,6 % et le Ogólnożydowski Narodowy Blok Gospodarczy (Bloc économique national entièrement juif): 133 soit 0,1 %.
Après les élections du Sejm en 1928, la structure du pouvoir change à Łomża: Au total, les listes juives obtiennent 35,1 % des votes à Łomża. Le Blok Mniejszości Narodowych (Bloc des minorités nationales) représentant les sionistes obtient 1 676 votes soit 17,3 % de tous les votes valides; le Ogólnożydowski Narodowy Blok Wyborczy (Bloc électoral national juif) formé des orthodoxes: 897 votes soit 9,3 %; le Bund: 790 soit 8,2 %; le Poale Zion gauchiste: 30 soit 0,3 %.
Après le coup d'État de mai réalisé par le maréchal Józef Piłsudski, la structure du pouvoir change de nouveau à Łomża. En 1930, seuls 9 %  des électeurs votent pour les listes juives, comparé à 35,1 % deux ans plus tôt. Le parti le plus populaire est le Bezpartyjny Blok Współpracy z Rządem (Bloc non partisan pour la coopération avec le gouvernement) ou BBWR. En raison d'une nouvelle loi électorale introduite le 8 juillet 1935, qui empêche les partis d'opposition d'entrer au parlement, la plupart des partis politiques, aussi bien polonais que juifs boycottent les élections parlementaires de 1935 et de 1938.
Pendant de nombreuses années, le parti orthodoxe est dominant dans la communauté juive de Łomża. Ce n'est qu'à partir de 1932 que Poale Zion-Tseirei Zion gagne les élections pour le bureau de la communauté et forme une coalition avec le parti des artisans progressistes. En 1936, des représentants du Bund entrent au bureau de la communauté en obtenant 4 sièges, soit le même nombre de sièges qu'Aguda. Les sionistes orthodoxes obtiennent 3 sièges, le Poale Zion-Tseirei Zion: 2; les Sionistes généraux: 1 et les marchands: 1.
Yehuda Leib Gordon est le premier rabbin de Łomża dans la période de l'entre-deux-guerres. En 1925, il se rend aux États-Unis pour recueillir des fonds pour la yechiva de Łomża. Il décède pendant son voyage. Il est remplacé par Aron Bakszta, qui est un farouche opposant au sionisme et un partisan de Mizrahi. En 1930, il quitte Łomża et est remplacé par le rabbin Mojżesz Szackes, qui déclare n'être affilié avec aucun parti, mais qui est supporté financièrement par le Keren Hayessod (Fonds de fondation pour la Palestine), créé par l'Organisation sioniste mondiale.
Le mouvement coopératif et la philanthropie sont très importants à Łomża: en 1922, est créée une banque coopérative juive, et dans les années 1930, deux associations caritatives, la Hashgochas-Yesomi et la Kinder Heym, récoltent des fonds pour les orphelins juifs.
Dans les années 1920, la culture juive se développe. En 1929, la bibliothèque Medem ouvre avec de 4 150 volumes et 69 membres permanents. Une autre bibliothèque Hatchiyah établie par l'Organisation sioniste, possède 1 643 volumes et 98 membres. Entre 1921 et 1939, le journal juif en langue yiddish, le Lomzher Shtime, édité par A. Domowicz est publié à Łomża.

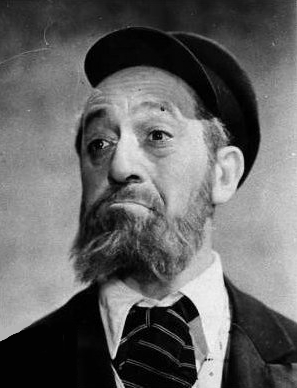
Ajzyk Samberg

Les différentes tentatives pour ouvrir un théâtre juif à Łomża n'ont jamais abouti, mais des troupes théâtrales juives de renommée sont souvent venues jouer en ville. En 1929, le directeur et acteur Ajzyk Samberg (1889-1943) vient jouer une pièce de Sholem Asch. Łomża a aussi ses propres troupes théâtrales amateures qui jouent non seulement en ville, mais se produisent aussi à Ostrołęka, Maków, Ostrowia et Przasnysz entre autres.

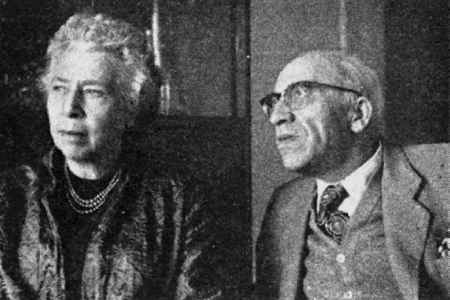
Le poète Icchak Iwri et sa femme

Une des personnes les plus connues de Łomża est le poète Icchak Iwri, qui a publié un remarquable volume de poèmes Między krwią a krwią (Entre sang et sang).
Les associations sportives sont très populaires parmi la jeunesse: les clubs sportifs Kraft et Ha-Poel sont dirigés par des organisations sionistes. Les sports les plus populaires sont le football, l'athlétisme et l'aviron.
En 1933 est créé à Łomża une section de la Związek Żydów Uczestników Walk o Niepodległość Polski (Union des partisans juifs pour l'indépendance de la Pologne) comme symbole du patriotisme et de l'attachement de certains Juifs à la Pologne indépendante. Les Juifs manifestent leur loyauté à l'État polonais en participant au financement du Fundusz Obrony Narodowej (Fonds de défense nationale). En 1937, l'Association des marchands juifs de Łomża appelle la population juive à faire des dons pour cette cause. De nombreux jeunes Juifs servent dans l'armée polonaise. En avril 1939, les représentants de la communauté juive de Łomża demande aux Juifs de verser une contribution financière pour la défense aérienne. Malgré cela, des sentiments anti-juifs gagnent du terrain parmi la population polonaise. En 1932, il y a une tentative pour exclure les Juifs de l'Association d'aviron de Łomża., mais la proposition est rejetée. Des incidents, parfois violents se déroulent lors des matchs de football entre équipes juive et polonaise.

### La Seconde Guerre mondiale et la Shoah
Au début de la Seconde Guerre mondiale, de violents affrontements entre les troupes polonaises et allemandes se déroulent dans les environs de Łomża. La grande synagogue est détruite lors d'un raid aérien. En vertu du pacte germano-soviétique, Łomża est incorporée dans la zone d'occupation soviètique.  

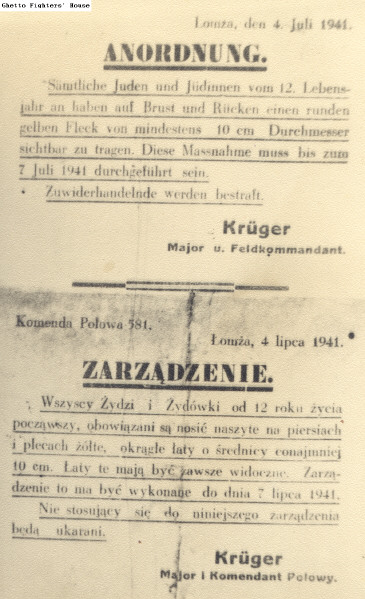
Décret publié à Łomża obligeant les Juifs de plus de 12 ans à porter un rond jaune de 10 cm de diamètre cousu sur leur bras et leur dos

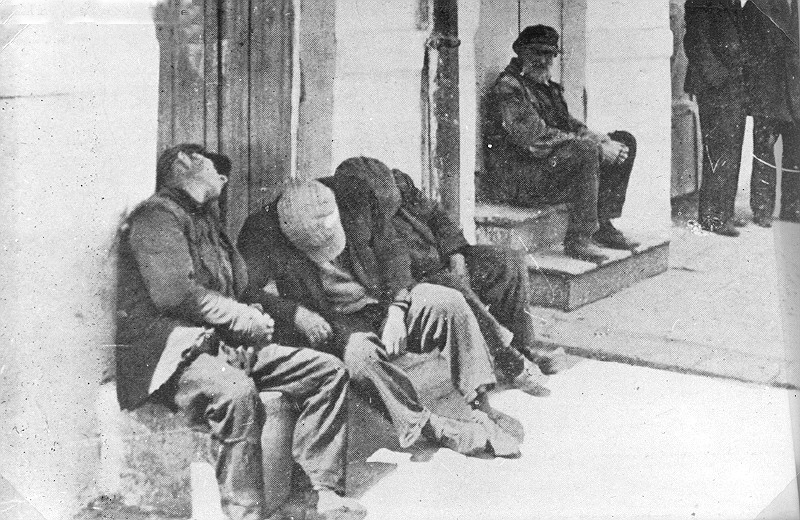
Quatre Juifs assis devant leur porte dans le ghetto de Łomża

En juin 1941, au début de l'opération Barbarossa, les troupes allemandes entrent dans la ville. La ville en plus de sa population juive locale, compte environ 1 000 Juifs réfugiés de Jedwabne, Miastkowo and Śniadówo. Vers la mi-juillet 1941, les Allemands établissent un Judenrat présidé par Mendel Moszyński avec Mendel Koliński comme adjoint. Le conseil est formé de 24 membres, parmi lesquels: le Dr Hefner, Jankiel Gałczyński, l'ingénieur Mojżesz Rozenthal et Tabulicki. En plus du Judenrat, les Allemands établissent une police juive composée de 25 membres avec à sa tête Salomon Herbst. En aout 1941, un ghetto est créé comprenant la totalité de la rue Senatorska jusqu'au Zielony Targ (marché alimentaire) et le quartier Rybaki du côté de la rue Zielona.
Le 12 aout 1941, tous les Juifs résidant à Łomża, soit environ 10 000 personnes ont l'ordre de s'installer dans le ghetto. Lors du déménagement les Allemands imposent une lourde amende à la communauté juive correspondant à 25 kg d'or, menaçant de bruler le quartier juif si celle-ci n'est pas réglée rapidement. Leur menace ne sera pas mise à exécution, car le Judenrat réussit à rassembler la somme.  De juin à septembre 1941, environ 3 800 Juifs sont assassinés. 2 200 sont fusillés dans les bois près de Giełczyn, 200 le 16 aout et 2 000 le 17 aout,.
Le ghetto de Łomża est liquidé le 1er novembre 1942. Quelque 8 000 Juifs sont déportés vers un camp de transit à Zambrów. Ce camp est liquidé le 10 janvier 1943 et la plupart des Juifs de Łomża sont transportés au camp d'extermination d'Auschwitz-Birkenau .
Seuls quelques centaines de Juifs survivent à la Shoah, en majorité des jeunes ayant fui en Union soviétique avant l'invasion allemande. Après la guerre, la communauté n'a pas été reformée, les survivants dans leur très grande majorité décidant d'émigrer soit vers les États-Unis soit vers l'État d'Israël nouvellement créé.

## Personnalité juives nées à Łomża
- Joël Leib HaLevi Herzog (1862-1934); rabbin de la communauté orthodoxe Agudas Hakehilos de Paris, premier grand-rabbin de la synagogue de la rue Pavée
- Yitzhak HaLevi Herzog (1888-1959); premier grand-rabbin de l'État libre d'Irlande, et de 1937 jusqu'à sa mort, grand-rabbin de la Palestine mandataire puis de l'État d'Israël après 1948.
- Urke Nakhalnik (1897-1939); écrivain de livres sur le milieu criminel juif polonais, résistant, il est fusillé par les Allemands
- Abram Blass (1895-1971); grand maître israélien du jeu d'échecs
- Bernard Ber Mark (1908-1966); historien polonais, journaliste et militant communiste
- Samuel Albert Levine (1891-1966); cardiologue américain, pionnier dans le traitement de la thrombose coronaire
- Mordchaj Wajsberg (1902-Seconde Guerre mondiale); mathématicien et logicien, membre de l'École de Lvov-Varsovie

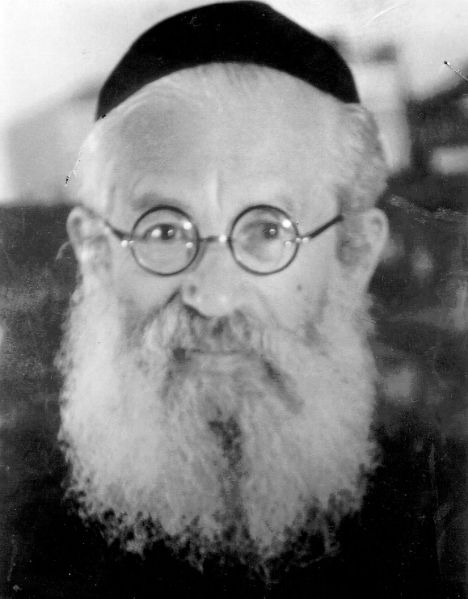
Yitzhak HaLevi Herzog
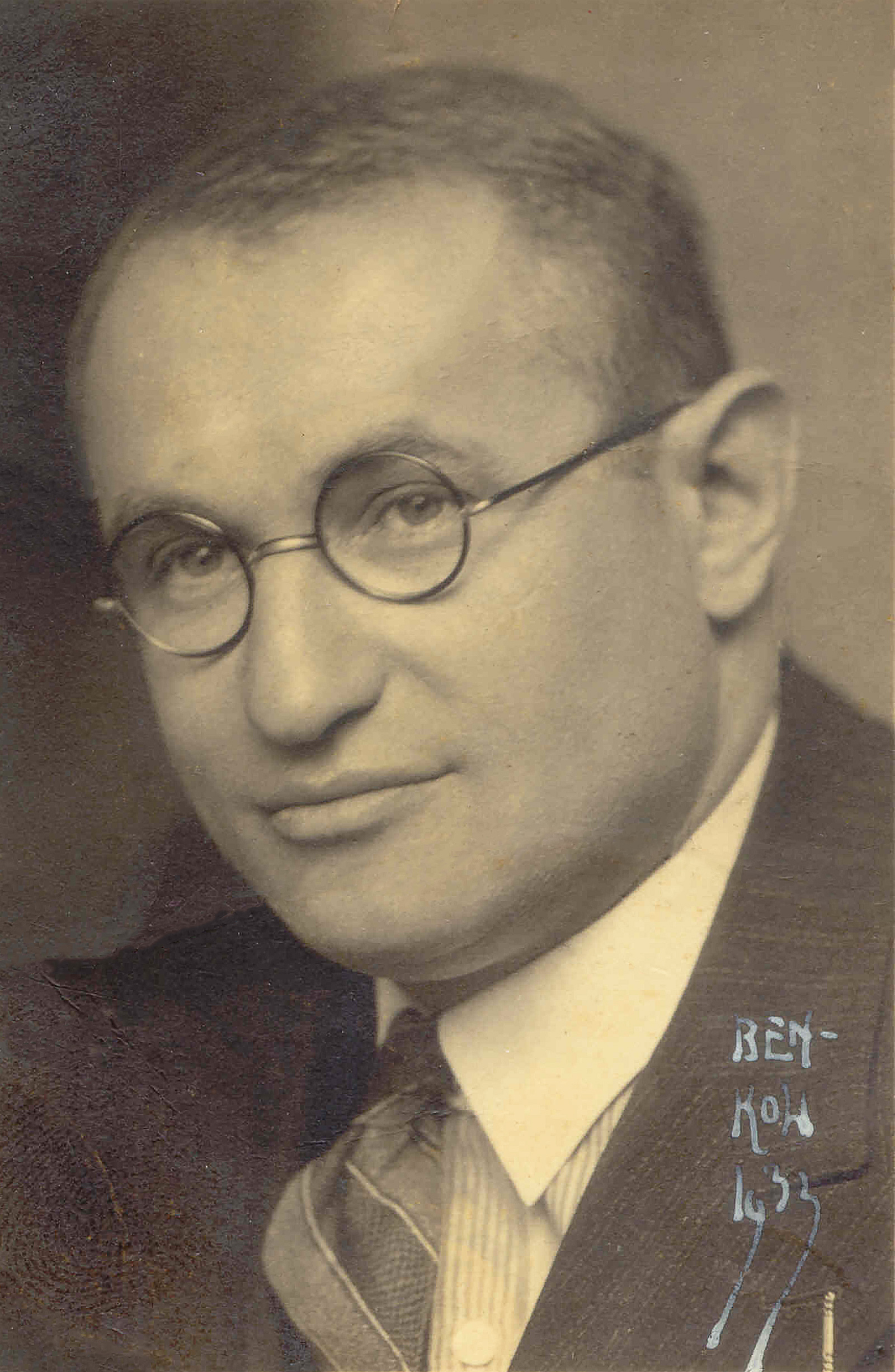
Urke Nakhalnik
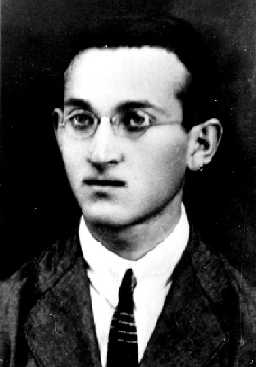
Mordchaj Wajsberg

## Évolution de la population juive
| Population juive à Łomża,[réf. à confirmer], |                               |                 |                      |
| Année                                        | Population totale de la ville | Nombre de Juifs | Pourcentage de Juifs |
| 1799                                         | 1 177                         | 25              | 2,1 %                |
| 1808                                         | 1 516                         | 157             | 10,3 %               |
| 1820                                         | 2 673                         | 748             | 27,9 %               |
| 1827                                         | 3 265                         | 948             | 29,0 %               |
| 1848                                         | 5 394                         | 2 252           | 41,7 %               |
| 1857                                         | 5 881                         | 2 608           | 44,3 %               |
| 1880                                         | 14 760                        | 7 933           | 53,7 %               |
| 1897                                         | 19 223                        | 8 752           | 45,5 %               |
| 1921                                         | 22 014                        | 9 131           | 41,4 %               |
| 1931                                         | 25 022                        | 8 912           | 35,6 %               |
| 1939                                         | ~ 28 000                      | ~ 11 000        | ~ 39,3 %             |